# 莫家瑞
莫家瑞（1905年—2005年），男，四川重庆人，中国航运工作者，全国先进生产者，曾任重庆长江轮船公司船长，第三、四届全国政协委员。